# Ligne 1 du métro de Varsovie
La ligne 1 du métro de Varsovie permet de relier la station Kabaty au sud de la ville à la station Młociny au nord. Elle s'est construite successivement après sa 1re inauguration le 7 avril 1995, les dernières inaugurées l'ayant été le 25 octobre 2008.

## Historique
| Station          | Date d'ouverture |
| ---------------- | ---------------- |
| Kabaty           | 7 avril 1995     |
| Natolin          | 7 avril 1995     |
| Imielin          | 7 avril 1995     |
| Stokłosy         | 7 avril 1995     |
| Ursynów          | 7 avril 1995     |
| Służew           | 7 avril 1995     |
| Wilanowska       | 7 avril 1995     |
| Wierzbno         | 7 avril 1995     |
| Racławicka       | 7 avril 1995     |
| Pole Mokotowskie | 7 avril 1995     |
| Politechnika     | 7 avril 1995     |
| Centrum          | 26 mai 1998      |
| Świętokrzyska    | 11 mai 2001      |
| Ratusz Arsenał   | 11 mai 2001      |
| Dworzec Gdański  | 20 décembre 2003 |
| Plac Wilsona     | 8 avril 2005     |
| Marymont         | 26 décembre 2006 |
| Słodowiec        | 23 avril 2008    |
| Stare Bielany    | 25 octobre 2008  |
| Wawrzyszew       | 25 octobre 2008  |
| Młociny          | 25 octobre 2008  |

## Caractéristiques

### Liste des stations de la ligne
Les stations de métro sont présentés du sud vers le nord.
|  |     |  | Station          | Lat/Long                     | Quartier    | Correspondances |
|  | --- |  | ---------------- | ---------------------------- | ----------- | --------------- |
|  | A1  |  | Kabaty           | 52° 07′ 55″ N, 21° 03′ 57″ E | Ursynów     |                 |
|  | A2  |  | Natolin          | 52° 08′ 24″ N, 21° 03′ 27″ E | Ursynów     |                 |
|  | A3  |  | Imielin          | 52° 08′ 59″ N, 21° 02′ 43″ E | Ursynów     |                 |
|  | A4  |  | Stokłosy         | 52° 09′ 22″ N, 21° 02′ 04″ E | Ursynów     |                 |
|  | A5  |  | Ursynów          | 52° 09′ 43″ N, 21° 01′ 39″ E | Ursynów     |                 |
|  | A6  |  | Służew           | 52° 10′ 24″ N, 21° 01′ 34″ E | Mokotów     |                 |
|  | A7  |  | Wilanowska       | 52° 10′ 54″ N, 21° 01′ 23″ E | Mokotów     |                 |
|  | A8  |  | Wierzbno         | 52° 11′ 25″ N, 21° 01′ 00″ E | Mokotów     |                 |
|  | A9  |  | Racławicka       | 52° 11′ 53″ N, 21° 00′ 46″ E | Mokotów     |                 |
|  | A10 |  | Pole Mokotowskie | 52° 12′ 32″ N, 21° 00′ 28″ E | Mokotów     |                 |
|  | A11 |  | Politechnika     | 52° 13′ 03″ N, 21° 00′ 53″ E | Śródmieście |                 |
|  | A12 |  | Plac Konstytucji | 52° 13′ 31″ N, 21° 00′ 51″ E | Śródmieście | Projet          |
|  | A13 |  | Centrum          | 52° 13′ 49″ N, 21° 00′ 38″ E | Śródmieście |                 |
|  | A14 |  | Świętokrzyska    | 52° 14′ 07″ N, 21° 00′ 27″ E | Śródmieście | Ligne 2         |
|  | A15 |  | Ratusz Arsenał   | 52° 14′ 41″ N, 21° 00′ 05″ E | Śródmieście |                 |
|  | A16 |  | Muranów          | 52° 15′ 00″ N, 20° 59′ 56″ E | Śródmieście | Projet          |
|  | A17 |  | Dworzec Gdański  | 52° 15′ 30″ N, 20° 59′ 40″ E | Śródmieście |                 |
|  | A18 |  | Plac Wilsona     | 52° 16′ 09″ N, 20° 59′ 04″ E | Żoliborz    |                 |
|  | A19 |  | Marymont         | 52° 16′ 18″ N, 20° 58′ 18″ E | Żoliborz    |                 |
|  | A20 |  | Słodowiec        | 52° 16′ 37″ N, 20° 57′ 36″ E | Bielany     |                 |
|  | A21 |  | Stare Bielany    | 52° 16′ 53″ N, 20° 57′ 00″ E | Bielany     |                 |
|  | A22 |  | Wawrzyszew       | 52° 17′ 11″ N, 20° 56′ 22″ E | Bielany     |                 |
|  | A23 |  | Młociny          | 52° 17′ 25″ N, 20° 55′ 45″ E | Bielany     |                 |

## Exploitation

### Desserte
En 2021, le parcours complet de la ligne dure trente-neuf minutes. Le premier départ a lieu de la tête de ligne à 5 h. Le dernier départ a lieu de chaque terminus à 0 h 12. Il est fixé à 2 h 18 les nuits des vendredis aux samedis et des samedis aux dimanches depuis la station Młociny et à 1 h 57 depuis la station Kabaty.
L'intervalle moyen entre les rames est de deux à quatre minutes en journée, de quatre à sept minutes en soirée, de neuf à dix minutes en extrême soirée et de six minutes le dimanche en journée. Les nuits des vendredis aux samedis et des samedis aux dimanches l'intervalle moyen est de 15 minutes entre les rames.

### Matériel roulant
Le matériel suivant est utilisé sur la ligne 1 :
- 81-717.3/714.3
- 81-572/573
- 81-572.1/573.1
- 81-572.2/573.2
- Alstom Metropolis 98B
- Siemens Inspiro

## Fréquentation des stations
| Identifiant | Nom              | Estimation du nombre de passagers (en millions) | Estimation du nombre de passagers (en millions) | Estimation du nombre de passagers (en millions) | Estimation du nombre de passagers (en millions) | Estimation du nombre de passagers (en millions) | Estimation du nombre de passagers (en millions) | Estimation du nombre de passagers (en millions) | Estimation du nombre de passagers (en millions) | Estimation du nombre de passagers (en millions) | Estimation du nombre de passagers (en millions) | Estimation du nombre de passagers (en millions) | Estimation du nombre de passagers (en millions) | Estimation du nombre de passagers (en millions) | Estimation du nombre de passagers (en millions) | Estimation du nombre de passagers (en millions) | Estimation du nombre de passagers (en millions) | Estimation du nombre de passagers (en millions) |
| Identifiant | Nom              | 2004                                            | 2005                                            | 2006                                            | 2007                                            | 2008                                            | 2009                                            | 2010                                            | 2011                                            | 2012                                            | 2013                                            | 2014                                            | 2015                                            | 2016                                            | 2017                                            | 2018                                            | 2019                                            | 2020                                            |
| ----------- | ---------------- | ----------------------------------------------- | ----------------------------------------------- | ----------------------------------------------- | ----------------------------------------------- | ----------------------------------------------- | ----------------------------------------------- | ----------------------------------------------- | ----------------------------------------------- | ----------------------------------------------- | ----------------------------------------------- | ----------------------------------------------- | ----------------------------------------------- | ----------------------------------------------- | ----------------------------------------------- | ----------------------------------------------- | ----------------------------------------------- | ----------------------------------------------- |
| A1          | Kabaty           | 4,58                                            | 4,87                                            | 5,25                                            | 5,38                                            | 5,47                                            | 5,39                                            | 5,52                                            | 5,43                                            | 5,24                                            | 6,41                                            | 6,46                                            | 5,01                                            | 4,98                                            | 5,05                                            | 5,58                                            | 5,93                                            | 3,01                                            |
| A2          | Natolin          | 4,45                                            | 4,78                                            | 5,05                                            | 5,10                                            | 5,18                                            | 5                                               | 5,11                                            | 5,08                                            | 4,87                                            | 5,15                                            | 5,1                                             | 4,33                                            | 4,27                                            | 5,31                                            | 5,28                                            | 4,88                                            | 2,28                                            |
| A3          | Imielin          | 4,47                                            | 4,66                                            | 5,04                                            | 5,22                                            | 5,46                                            | 5,32                                            | 5,46                                            | 5,39                                            | 5,24                                            | 6,15                                            | 6,19                                            | 4,99                                            | 4,75                                            | 5,61                                            | 5,76                                            | 5,23                                            | 2,75                                            |
| A4          | Stokłosy         | 3,93                                            | 4,04                                            | 4,29                                            | 4,52                                            | 4,63                                            | 4,57                                            | 4,82                                            | 4,88                                            | 4,69                                            | 4,67                                            | 4,51                                            | 4,65                                            | 4,64                                            | 4,70                                            | 4,89                                            | 4,69                                            | 2,61                                            |
| A5          | Ursynów          | 3,53                                            | 3,72                                            | 3,91                                            | 3,88                                            | 3,97                                            | 3,82                                            | 3,82                                            | 3,66                                            | 3,51                                            | 3,98                                            | 3,92                                            | 3,96                                            | 3,56                                            | 3,68                                            | 3,86                                            | 3,46                                            | 1,86                                            |
| A6          | Służew           | 5,28                                            | 5,64                                            | 6,01                                            | 6,38                                            | 6,78                                            | 6,46                                            | 6,74                                            | 6,63                                            | 6,43                                            | 6,42                                            | 6,48                                            | 6,97                                            | 8,02                                            | 6,44                                            | 5,75                                            | 6,88                                            | 3,01                                            |
| A7          | Wilanowska       | 6,14                                            | 6,73                                            | 7,07                                            | 7,3                                             | 7,94                                            | 7,71                                            | 8,14                                            | 8,84                                            | 9,24                                            | 9                                               | 8,96                                            | 9,54                                            | 6,99                                            | 9,42                                            | 9,67                                            | 11,01                                           | 4,68                                            |
| A8          | Wierzbno         | 3,46                                            | 3,77                                            | 4,04                                            | 4,31                                            | 4,53                                            | 4,51                                            | 4,76                                            | 4,42                                            | 5,68                                            | 6,19                                            | 6,25                                            | 5,92                                            | 5,78                                            | 7,67                                            | 6,78                                            | 9,4                                             | 2,96                                            |
| A9          | Racławicka       | 3,31                                            | 3,6                                             | 3,88                                            | 4,02                                            | 4,06                                            | 4,06                                            | 4,24                                            | 4,24                                            | 4,01                                            | 3,95                                            | 3,83                                            | 3,61                                            | 3,58                                            | 4,27                                            | 4,34                                            | 4,83                                            | 2,12                                            |
| A10         | Pole Mokotowskie | 5,91                                            | 6,03                                            | 6,71                                            | 7,01                                            | 7,46                                            | 7,22                                            | 7,56                                            | 7,75                                            | 7,42                                            | 8,93                                            | 9,02                                            | 5,25                                            | 5,31                                            | 6,8                                             | 6,63                                            | 8,08                                            | 2,92                                            |
| A11         | Politechnika     | 7,43                                            | 8,54                                            | 9,93                                            | 10,6                                            | 11,34                                           | 11,8                                            | 12,94                                           | 12,79                                           | 12,78                                           | 15,29                                           | 15,39                                           | 10,56                                           | 12,71                                           | 11,79                                           | 12,35                                           | 13,22                                           | 6,29                                            |
| A13         | Centrum          | 11,34                                           | 13,25                                           | 14,99                                           | 16,35                                           | 18,80                                           | 20,01                                           | 18,74                                           | 17,58                                           | 18,70                                           | 19,25                                           | 19,65                                           | 18,36                                           | 20,57                                           | 19,62                                           | 20,69                                           | 19,79                                           | 9,32                                            |
| A14         | Świętokrzyska    | 3,59                                            | 4,38                                            | 5,17                                            | 5,72                                            | 6,51                                            | 6,98                                            | 6,89                                            | 6,43                                            | 5,15                                            | 4,08                                            | 4,18                                            | 11,88                                           | 13,20                                           | 13,06                                           | 13,48                                           | 12,96                                           | 7,75                                            |
| A15         | Ratusz Arsenał   | 7,78                                            | 8,41                                            | 9,44                                            | 10,72                                           | 11,44                                           | 10,92                                           | 13,47                                           | 14,67                                           | 14,89                                           | 13,46                                           | 13,49                                           | 13                                              | 11,29                                           | 9,35                                            | 8,84                                            | 9,75                                            | 4,93                                            |
| A17         | Dworzec Gdański  | 5,69                                            | 5,62                                            | 5,26                                            | 5,67                                            | 6,63                                            | 7,61                                            | 6,87                                            | 7,36                                            | 7,58                                            | 6,46                                            | 6,56                                            | 6,67                                            | 7,99                                            | 7,96                                            | 7,71                                            | 5,84                                            | 3,52                                            |
| A18         | Plac Wilsona     | –                                               | 5,39                                            | 9,75                                            | 10,5                                            | 7,38                                            | 5,52                                            | 5,76                                            | 5,55                                            | 4,92                                            | 4,42                                            | 4,39                                            | 4,15                                            | 4                                               | 4,79                                            | 5,09                                            | 3,89                                            | 2,43                                            |
| A19         | Marymont         | –                                               | –                                               | –                                               | 0,87                                            | 4,99                                            | 6,44                                            | 6,47                                            | 6,59                                            | 4,91                                            | 4,12                                            | 4,08                                            | 5,17                                            | 6,81                                            | 3,64                                            | 3,25                                            | 3,28                                            | 1,84                                            |
| A20         | Słodowiec        | –                                               | –                                               | –                                               | –                                               | 2,38                                            | 2,88                                            | 3,09                                            | 3,06                                            | 2,81                                            | 2,62                                            | 2,57                                            | 2,9                                             | 2,92                                            | 3,31                                            | 3,41                                            | 3,23                                            | 1,89                                            |
| A21         | Stare Bielany    | –                                               | –                                               | –                                               | –                                               | 0,33                                            | 2,11                                            | 2,55                                            | 2,7                                             | 2,62                                            | 3.17                                            | 3,11                                            | 2,76                                            | 2,72                                            | 3,05                                            | 2,87                                            | 2,26                                            | 1,56                                            |
| A22         | Wawrzyszew       | –                                               | –                                               | –                                               | –                                               | 0,49                                            | 2,97                                            | 3,34                                            | 3,44                                            | 3,18                                            | 3,03                                            | 2,98                                            | 3,06                                            | 2,68                                            | 2,64                                            | 3,77                                            | 3,75                                            | 2,22                                            |
| A23         | Młociny          | –                                               | –                                               | –                                               | –                                               | 0,52                                            | 3,57                                            | 3,92                                            | 3,93                                            | 5,3                                             | 10,48                                           | 10,59                                           | 9,33                                            | 10,76                                           | 9,02                                            | 9,09                                            | 8,11                                            | 4,27                                            |
| Total       | Total            | 80,90                                           | 93,42                                           | 105,77                                          | 113,55                                          | 126,29                                          | 134,87                                          | 140,21                                          | 140,42                                          | 139,17                                          | 147,23                                          | 147,71                                          | 142,07                                          | 147,53                                          | 147,18                                          | 149,09                                          | 150,47                                          | 74,22                                           |